# HD 42824
HD 42824，又名BD-02 1512，SAO 132965、HR 2210，是一颗恒星，视星等为6.62，位于銀經210.74，銀緯-9.75，其B1900.0坐标为赤經6h 7m 43.2s，赤緯-2° -9.75′ 48″。